# Drie kronen

Drie kronen

Een versie van het wapen van Zweden, zoals het vaak door overheidsagentschappen gebruikt wordt, met daarop de tre kronor.

De drie kronen (Zweeds: tre kronor) zijn een heraldisch nationaal symbool van Zweden. Ze staan afgebeeld op het wapen van Zweden als drie gele of vergulde kroontjes waarvan er twee boven de derde staan, op een blauwe achtergrond.
Het embleem wordt onder meer gebruikt als een symbool van gezag door de Zweedse overheid en door Zweedse ambassades in de wereld. De Zweedse luchtmacht gebruikt het embleem in haar roundel en de politie van Zweden gebruikt het in haar logo. Ook in minder formele contexten, zoals in de sport, wordt het embleem gedragen. Boven op het Stadhuis van Stockholm zijn de drie kronen ook terug te vinden.